# Parafia Trójcy Przenajświętszej w Grajewie
Parafia pw. Trójcy Przenajświętszej w Grajewie – rzymskokatolicka parafia, należąca do dekanatu Grajewo, diecezji łomżyńskiej, metropolii białostockiej.

## Historia
Parafia pw. Trójcy Przenajświętszej powstała z fundacji Jana Deryatowicza z Białowieży z terytorium parafii Wąsosz. Została erygowana w roku 1479 przez biskupa płockiego Kazimierza.
Obok kościoła znajduje się zabytkowa murowana dzwonnica z roku 1837.

## Miejsca święte
Kościół parafialny;
W historii parafii Grajewo istniało kilka kościołów drewnianych. Obecny kościół murowany pw. Trójcy Przenajświętszej został wybudowany w latach 1879 – 1882 staraniem ks. prob. Karola Wyrzykowskiego.
Kościół został konsekrowany w roku 1898 przez bp sejneńskiego Antoniego Baranowskiego.
Cmentarz parafialny
Na terenie parafii znajduje się cmentarz grzebalny o powierzchni 3,5 ha w odległości 1,5 km od kościoła.

## Duszpasterze
Proboszczowie
- ks. Józef Butanowicz (1912-1931),
- ks. Andrzej Gawędzki (1931-1947),
- ks. Stanisław Wyszyński subst. (1939-1944),
- ks. Bronisław Hajkowski subst. (1944-1947),
- ks. Witold Balukiewicz (1947-1957),
- ks. Józef Skomoroszko (1957-1962),
- ks. Jan Kowalczyk adm. (1962-1964),
- ks. Józef Januszewski (1964-1979),
- ks. Tadeusz Górski (1979-2002),
- ks. prał. dr Czesław Oleksy (2002-2018)
- ks. kan. Dariusz Łapiński – od 2018 r.

Powołania kapłańskie z terenu parafii
- † ks. Józef Złotkowski,
- † ks. Wacław Olender (1927),
- ks. Ireneusz Jędryszek (1953),
- ks. Mieczysław Lekent (1958),
- † ks. Sławomir Sztachański (1960),
- ks. Grzegorz Piotrowski (1980),
- ks. Stanisław Czaplicki (1983),
- ks. Tadeusz Andryszewski (1988),
- ks. Dariusz Drężek (1989),
- ks. Zbigniew Jaworski, (1990),
- ks. Andrzej Kolarski (1990),
- ks. Jan Domiński (1991),
- † ks. Mariusz Łaguna (1992),
- ks. Wiesław Dąbrowski BJ (1992),
- ks. Andrzej Kowalewski (1993),
- ks. Andrzej Polakowski (1993),
- ks. kan. Andrzej Święciński (1993),
- ks. Jarosław Łepkowski (1994),
- ks. Ireneusz Czyżewski (1999),
- ks. Marek Grygorczyk (2003),
- ks. Karol Buziewicz (2011),
- ks. Tomasz Święciński (2012)
- ks. Karol Czaplicki (2012),
- ks. Maciej Curyło (2015),
- ks. Paweł Lenda (2016),
- ks. Bartosz Samełko (2018)

## Obszar parafii
Zmiany administracyjne
Do roku 1818 parafia należała do diecezji płockiej, natomiast w latach 1818 – 1925 do diecezji augustowskiej ze stolicą biskupią w Sejnach. Od 1925 r. do chwili obecnej należy do diecezji łomżyńskiej.
Na terytorium parafii Trójcy Przenajświętszej w roku 1989 został utworzony samodzielny ośrodek duszpasterski, a w jego granicach została erygowana parafia pw. MB Nieustającej Pomocy z siedzibą w Grajewie.
W granicach parafii znajdują się miejscowości
- Bogusze (4 km),
- Mierucie (4 km),
- Toczyłowo - kolonie (3 km).

oraz ulice w Grajewie
- Akacjowa,
- Baczyńskiego,
- Baśniowa,
- Bema,
- Boczna,
- Osiedle Broniewskiego,
- Brzozowa,
- Buczka,
- Osiedle Centrum,
- Cudro,
- J. Dąbrowskiego,
- M. Dąbrowskiej,
- Dolna,
- Dworna,
- Działkowa,
- Ełcka,
- Grunwaldzka,
- Górna,
- Jodłowa,
- Kasztanowa,
- Kilińskiego,
- Kochanowskiego,
- Kolejowa,
- Kolektorowa,
- M. Konopnickiej,
- Konopska,
- Kopernika,
- Kościuszki,
- Krótka,
- Krzywa,
- Koszarowa,
- Lipowa,
- Liryczna,
- 11 Listopada,
- Łąkowa,
- Mickiewicza,
- Osiedle Młodych,
- Pl. Niepodległości,
- Norwida,
- T. Nowickiego,
- Osiedle 1000-lecia,
- Orzeszkowej,
- Parkowa,
- Partyzantów,
- Piaskowa,
- Ks. A. Pęzy,
- J. Piłsudskiego,
- Pocztowa,
- Polna,
- Przekopka,
- Przygodowa,
- Pułaskiego,
- Reymonta,
- Rolna,
- Różana,
- Rzemieślnicza,
- Sadowa,
- Sienkiewicza,
- Skośna,
- Słoneczna,
- Słowackiego,
- Sosnowa,
- Sportowa,
- Spółdzielcza,
- 23 Stycznia,
- Strażacka,
- Szkolna,
- Świerkowa,
- Targowa,
- Traugutta,
- Wesoła,
- Wąska,
- Wiejska,
- Wierzbowa,
- Wiktorowo (nieparzyste do nr. 71; parzyste bez nr. 60),
- Wilczewo,
- Wojska Polskiego,
- Wspólna,
- Wyspiańskiego,
- Wyzwolenia,
- Zielona,
- Żeromskiego.